# Anatolij Bulakov
Anatolij Bulakov, född 3 februari 1930, död 1994, var en sovjetisk boxare.
Bulakov blev olympisk bronsmedaljör i flugvikt i boxning vid sommarspelen 1952 i Helsingfors.